# Die Bierhähne
Die Bierhähne sind ein deutsches Comedy-Duo aus Sachsen bestehend aus Holger K. „Blumi“ Blum (* 22. Dezember 1964; † 16. Juni 2023) und Hans-Jörg „Hans-Jürschn“ Hombsch (* 5. Oktober 1961). Ihr Hauptspielort ist das Radeberger Biertheater, wo sie seit 2002 im Nachprogramm zu den Aufführungen der dortigen Theaterveranstaltungen auftreten. Das Radeberger Biertheater ist ebenfalls Aufführungsort für viele ihrer Soloprogramme. Mit steigender Popularität des Biertheaters und des Duos verlagerten sich ihre Auftritte auch weit über die Grenzen Sachsens hinaus.

## Geschichte
Die Bierhähne wurden ursprünglich von Peter Flache installiert, um einen musikalisch-humoristischen Beitrag im Nachprogramm zu den Aufführungen des Radeberger Biertheaters zu gestalten. Anfangs standen neben den beiden Hauptakteuren Holger Blum und Horst Zellmann auch oft deren Ehefrauen mit auf der Bühne. Eine ursprünglich für 2004 geplante Konzentration auf die „Radio Rabubl Revival Band“, wo beide Mitglied waren, wurde wieder verworfen. Stattdessen steht seit Herbst 2004 mit Hans-Jörg Hombsch ein neuer „Bierhahn“ an der Seite von Gründungsmitglied Blum. Mit der Aufführung des Stückes „Bier frei“ 2004 sind die Bierhähne zusätzlich auch als Hauptdarsteller in die Vorstellungen des Biertheaters involviert. 2004 führten sie ebenfalls ihr erstes abendfüllendes Soloprogramm „Die Bierhähne als Strohwitwer“ auf.
Mit „Chaos im Rathaus“ wurde 2008 unter der Regie von Holger Böhme erstmals keine Bierhahn-Comedy-Show, sondern ein eigenes Theaterstück inszeniert. 2009 debütierten sie im Familienstück Das Eselsohr im Märchenbuch. Im Februar 2010 kam es mit der Aufführung eines zweiten Premierenstückes innerhalb einer Spielserie zu einem weiteren Novum in der Geschichte des Radeberger Biertheaters. Mit SOS Malzau wurde die Familiensaga der Backentals weitergesponnen, diesmal jedoch in einem Stück aus der Feder von Bierhahn Blum und erstmals ohne den sonstigen Hauptakteur Peter Flache alias „Backe“. Im Folgemonat kam das „Kur(z)programm“ des Duos Hombsch und Blum zur Uraufführung. Ebenfalls 2010 präsentierten sich die Bierhähne als Die Retter des deutschen Schlagers. In den folgenden Jahren konzentrierten sich Blum und Hombsch auf Bühnenstücke, in welchen sie um weitere Künstler ergänzt wurden, sodass seit 2010 kein Soloprogramm des Duos mehr zur Uraufführung kam. Nach Blums Tod übernahm Thomas Böttcher in der Saison 2023 dessen Rollen, die Aktivitäten als Die Bierhähne wurden jedoch eingestellt.

## Bühnenwerke

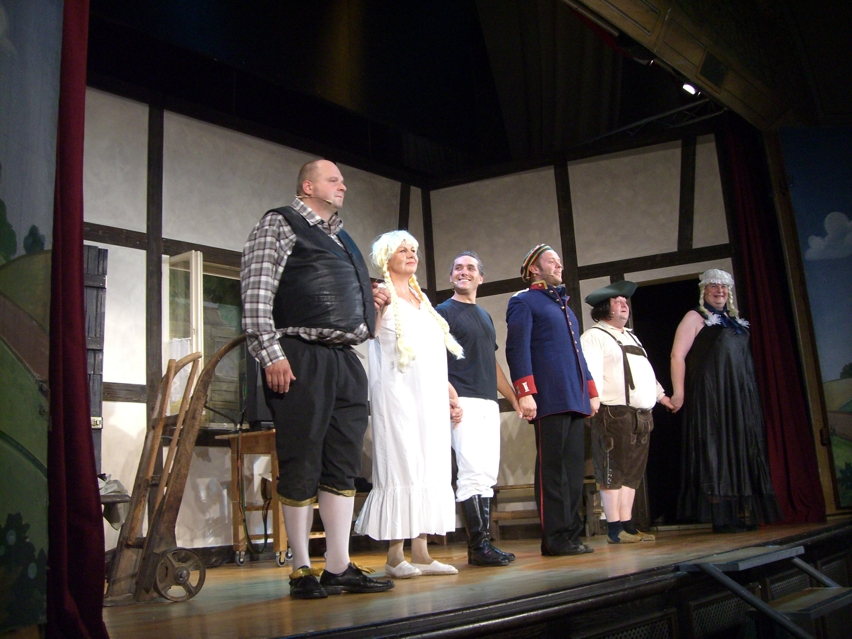
Die Bierhähne Hans-Jörg Hombsch (rechts im Bild) und Holger Blum (zweiter von rechts) im Radeberger Biertheater bei der Premiere des Bühnenstücks Prost, Malzau!

### Solo
- 2004 Die Bierhähne sind los (letztmals mit Zellmann)
- 2004 Die Bierhähne als Strohwitwer (erstmals mit Hombsch)
- 2005 Die Bierhähne als Ich–AG
- 2006 Die Bierhähne in der Rumpelkammer
- 2006 Weihnachten mit den Bierhähnen
- 2007 Feuerwasser und Posaune
- 2007 Osterspaß mit den Bierhähnen
- 2007 Die Bierhähne im Hotel Mama
- 2008 Flaschenbier und Schneegestöber
- 2008 Frei von der Leber weg – The Best of Bierhähne
- 2010 Kur(z)programm
- 2010 Die Retter des deutschen Schlagers
- 2015 Bierhahn Blumi Solo

### Kooperationen

#### Mit dem Radeberger Biertheater
- 2004 Bier frei
- 2005 Hurra, wir sind verheiratet!
- 2006 800 Jahre Familie Backental
- 2007 Prost, Malzau!
- 2008 Au Backe!
- 2008 Chaos im Rathaus
- 2009 Backe an Bord
- 2010 SOS Malzau

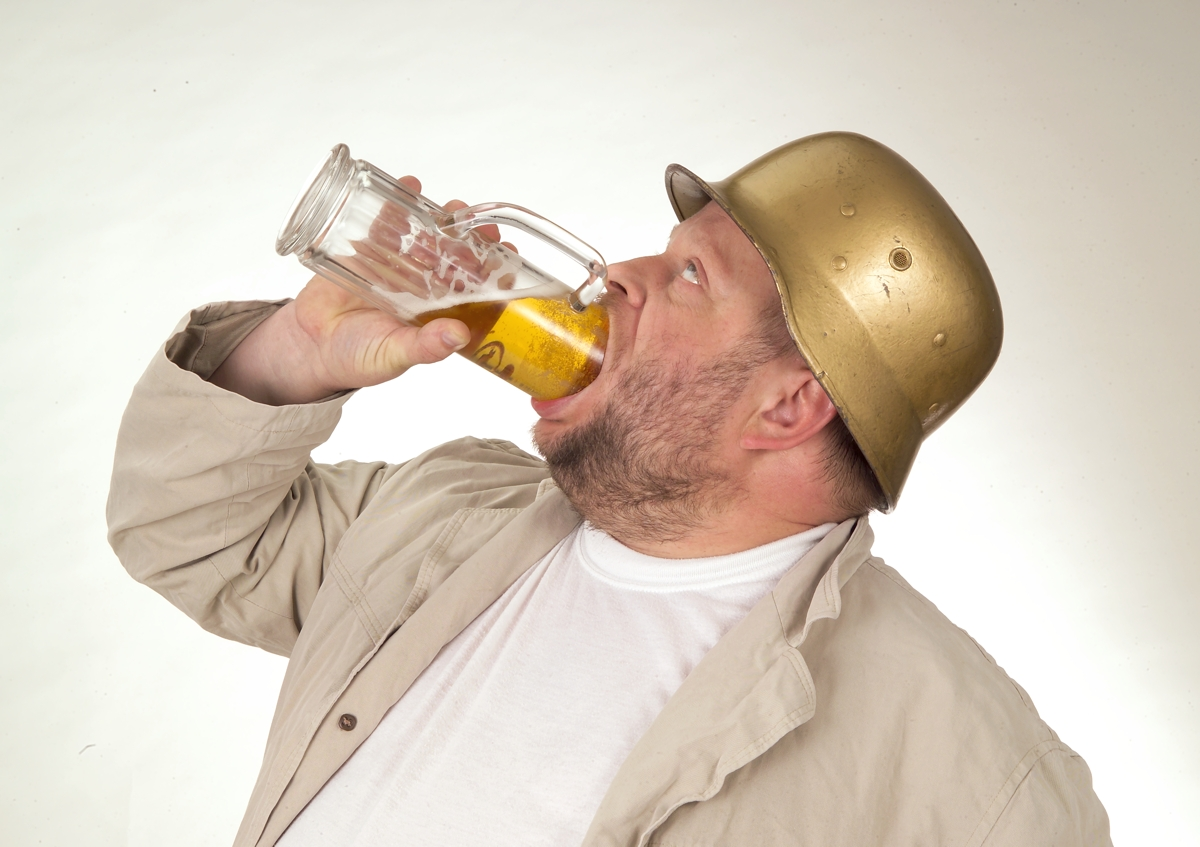
Holger Blum in seiner Paraderolle als Helfried Pilsator

- 2011 Malzau und das Geheimnis der Bieramide
- 2011 Gala der Erinnerungen
- 2011 Comedy mit Herz
- 2011 Heute wegen gestern geschlossen
- 2012 Backen wir's an
- 2012 Der Schwipsbogen
- 2013 Du wirst wie deine Mutter!
- 2013 Yes... We can!'s ooch!
- 2013 Das habsch dir dor gesagt!!!!
- 2014 Torpedo Malzau
- 2015 Mein Mann ist mein Problem!
- 2015 Malzau im Rausch

#### Mit weiteren Künstlern
- 2009 Das Eselsohr im Märchenbuch
- 2011 Rosen für die Frauen
- 2014 Radeberger Dreisitzer

## CD und DVD
- 2003 …fertsch! (CD)
- 2004 Bier frei (DVD)
- 2005 Hurra, wir sind verheiratet! (DVD)
- 2007 800 Jahre Familie Backental (DVD)
- 2008 Prost, Malzau! (DVD)
- 2008 Zwei wei(s)e Elefanten (CD)
- 2009: Au Backe! (DVD)
- 2010: Backe an Bord (DVD)
- 2010: Ich will zurück zu meiner Mutter (CD)
- 2011: Big Backe (DVD)